# Seznam dílů seriálu Moje chůva upírka
Toto je seznam dílů seriálu Moje chůva upírka. Kanadský seriál z produkce Fresh TV Moje chůva upírka měl 28. února 2011 premiéru na kanadské televizi Télétoon ve francouzštině a 14. března 2011 na kanadské televizi Teletoon. Poté měl 27. června 2011 premiéru na Disney Channel v USA a 15. října 2011 v Česku. Seriál je nadpřirozené drama a navazuje na stejnojmenný film.
Seriál má celkem dvě řady s 26 díly, kterým předchází stejnojmenný televizní film.

## Přehled řad
| Řada | Díly | Premiéra        | Premiéra          | Premiéra v ČR  | Premiéra v ČR     |
| Řada | Díly | První díl       | Poslední díl      | První díl      | Poslední díl      |
| ---- | ---- | --------------- | ----------------- | -------------- | ----------------- |
| Film | Film | 10. června 2011 | 10. června 2011   | 8. října 2011  | 8. října 2011     |
| 1    | 13   | 27. června 2011 | 19. července 2011 | 15. října 2011 | 31. prosince 2011 |
| 2    | 13   | 29. června 2012 | 5. října 2012     | 6. října 2012  | 23. prosince 2012 |

## Seznam dílů

### Film
| Název                     | Český název       | Režie          | Scénář                                                              | Premiéra v USA                                                                      | Premiéra v ČR |
| ------------------------- | ----------------- | -------------- | ------------------------------------------------------------------- | ----------------------------------------------------------------------------------- | ------------- |
| My Babysitter's a Vampire | Moje chůva upírka | Bruce McDonald | námět: Tim Burns, Tom McGillis a Jennifer Pertsch scénář: Tim Burns | 9. října 2010 (Teletoon) 16. října 2010 (Télétoon) 10. června 2011 (Disney Channel) | 8. října 2011 |

### První řada (2011)
| Č. v seriálu | Č. v řadě | Název                   | Český název                         | Režie          | Scénář                          | Premiéra v USA    | Premiéra v ČR      | Prod. kód |
| ------------ | --------- | ----------------------- | ----------------------------------- | -------------- | ------------------------------- | ----------------- | ------------------ | --------- |
| 1            | 1         | Lawn of the Dead        | Lavina mrtvých tvorů                | Bruce McDonald | Tim Burns                       | 27. června 2011   | 15. října 2011     | 101       |
| 2            | 2         | Three Cheers for Evil   | Zlo v družstvu roztleskávaček       | Bruce McDonald | Alice Prodanou                  | 28. června 2011   | 15. října 2011     | 102       |
| 3            | 3         | Blood Drive             | Daruj krev                          | Paul Fox       | Ken Cuperus                     | 29. června 2011   | 5. listopadu 2011  | 105       |
| 4            | 4         | Guys and Dolls          | Oživlá barbie                       | Paul Fox       | Ken Cuperus                     | 30. června 2011   | 12. listopadu 2011 | 107       |
| 5            | 5         | Double Negative         | Temný dvojník                       | Tibor Takacs   | Mike Kiss                       | 5. července 2011  | 3. prosince 2011   | 108       |
| 6            | 6         | Friday Night Frights    | Hrůza páteční noci                  | Bruce McDonald | Ben Joseph                      | 8. července 2011  | 22. října 2011     | 103       |
| 7            | 7         | Smells Like Trouble     | To zavání průšvihem                 | Tibor Takacs   | Grant Suave                     | 9. července 2011  | 3. prosince 2011   | 109       |
| 8            | 8         | Die Pod                 | Zemři počítači                      | Tibor Takacs   | Scott Oleszkowicz               | 11. července 2011 | 10. prosince 2011  | 110       |
| 9            | 9         | Blue Moon               | Úplněk                              | Paul Fox       | Simon Racioppa, Richard Elliott | 12. července 2011 | 29. října 2011     | 104       |
| 10           | 10        | Doug the Vampire Hunter | Některé přízraky nestojí za hledání | Paul Fox       | Mike Kiss                       | 13. července 2011 | 19. listopadu 2011 | 106       |
| 11           | 11        | The Brewed              | Mozek                               | Tibor Takacs   | Tim Burns, Graham Seater        | 15. července 2011 | 17. prosince 2011  | 111       |
| 12           | 12        | Three Geeks and a Demon | Tři šprti a démon                   | Brian Roberts  | Jennifer Pertsch                | 18. července 2011 | 24. prosince 2011  | 112       |
| 13           | 13        | ReVamped                | Živá mrtvola                        | Brian Roberts  | Alice Prodanou                  | 19. července 2011 | 31. prosince 2011  | 113       |

### Druhá řada (2012)
| Č. v seriálu | Č. v řadě | Název                              | Český název                     | Režie        | Scénář                                    | Premiéra v USA    | Premiéra v ČR      | Prod. kód |
| ------------ | --------- | ---------------------------------- | ------------------------------- | ------------ | ----------------------------------------- | ----------------- | ------------------ | --------- |
| 14           | 1         | Welcome Back Dusker                | Dech smrti                      | Tibor Takacs | Tim Burns                                 | 29. června 2012   | 6. října 2012      | 201       |
| 15           | 2         | Say You'll Be Maztak               | Chvalte krále slunce            | Kelly Harms  | Jeff Biederman                            | 6. července 2012  | 13. října 2012     | 202       |
| 16           | 3         | Fanged and Furious                 | Krvelačné auto                  | Tibor Takacs | Ethan Banville                            | 20. července 2012 | 20. října 2012     | 203       |
| 17           | 4         | Flushed                            | Lovci krokodýlů                 | Tibor Takacs | Jennifer Pertsch                          | 26. července 2012 | 27. října 2012     | 204       |
| 18           | 5         | Mirror/rorriM                      | Zrcadlo/oldacrZ                 | Laurie Lynd  | Mike Kiss                                 | 10. srpna 2012    | 3. listopadu 2012  | 206       |
| 19           | 6         | Village of the Darned              | Krtčí koblihy                   | Kelly Harms  | Laurie Elliot                             | 24. srpna 2012    | 10. listopadu 2012 | 207       |
| 20           | 7         | Hottie Ho-Tep                      | Mumie                           | Tibor Takacs | Miles Smith                               | 7. září 2012      | 24. listopadu 2012 | 208       |
| 21           | 8         | Independence Daze                  | Bludiště nezávislosti           | Tibor Takacs | Simon Racioppa, Richard Elliott           | 14. září 2012     | 15. prosince 2012  | 211       |
| 22           | 9         | Siren Song                         | Píseň sirény                    | Tibor Takacs | Alice Prodanou, Mike Kiss                 | 16. září 2012     | 1. prosince 2012   | 209       |
| 23           | 10        | Jockenstein                        | Hokejstein                      | Laurie Lynd  | Miles Smith                               | 21. září 2012     | 17. listopadu 2012 | 205       |
| 24           | 11        | Halloweird                         | Divný Halloween                 | TW Peacocke  | Jeff Biederman                            | 23. září 2012     | 8. prosince 2012   | 210       |
| 25           | 12        | The Date to End All Dates (Part 1) | První a poslední rande (Část 1) | Farhad Mann  | námět: Tim Burns scénář: Jennifer Pertsch | 28. září 2012     | 22. prosince 2012  | 212       |
| 26           | 13        | The Date to End All Dates (Part 2) | První a poslední rande (Část 2) | Farhad Mann  | Mike Kiss                                 | 5. října 2012     | 23. prosince 2012  | 213       |